# Laura Avery Sumner
Laura Avery Sumner (née Murphy) est l'un des personnages fictifs du feuilleton télévisé Côte Ouest, interprétée par l'actrice Constance McCashin.

## Biographie
Laura Avery (née Murphy) est présentée au début de la série comme une femme au foyer romantique et attentionnée, heureuse en ménage et mère d'un fils, Jason. Elle est mariée à Richard Avery, un avocat, avec qui elle aura un autre fils, Daniel.

### Mariage avec Richard Avery
Laura veut travailler et se convertit en agent immobilier. Elle devient ambitieuse et réussit sa carrière, ce qui rend son mari jaloux. Richard Avery quitte soudainement sa femme, sans dire un mot. Elle se retrouve seule, avec deux enfants.
Elle travaille ensuite avec Abby Fairgate et décide de fermer les yeux sur les opérations illégales en échange d'une compensation financière. Quand les choses deviennent dangereuses, elle avoue tout à Mack et Karen MacKenzie. Elle reconnait avoir agi par appât du gain. Elle avoue que sa situation de femme seule avec deux enfants à charges est très difficile. Elle rencontre alors Greg Sumner.

### Mariage avec Greg Sumner
Elle tombe amoureuse de Sumner et se marie. Ils ont une petite fille, Marguerite, très vite surnommé "Meg". Tout semble aller pour le mieux jusqu'à ce qu'on diagnostique à Laura une tumeur au cerveau.

### Fin de vie
Quand Laura apprend qu'elle a un cancer, elle disparaît et décide de mourir seule dans un lieu inconnu. Elle laisse une cassette vidéo à l'attention de ses amis, voisins, enfants et mari, qui est diffusée après ses funérailles.